# Hans-Christoph Ammon
Hans-Christoph Ammon, nemški general, * 26. avgust 1950, Celle.
Med letoma 2007 in 2010 je bil poveljnik Kommando Spezialkräfte in s tem tudi general specialnih sil.

## Življenjepis
1. julija 1970 je Ammon vstopil v Bundeswehr in bil dodeljen 75. tankovsko-artilerijskemu bataljonu (Panzerartilleriebataillon 75), kjer je bil 1. aprila 1972 povišan v poročnika. Potem ko je bil 1. oktobra 1974 povišan v nadporočnika, je postal častnik v bateriji 111. poljsko-artilerijskega bataljona (Feldartilleriebataillon 111).
Nato je bil premeščen v Wentorf, kjer je bil častnik za zveze (S2) v 165. tankovsko-artilerijskemu bataljonu (Panzerartilleriebataillon 165), kateremu je pripadal od leta 1978. 26. aprila 1978 je bil povišan v stotnika in nato postal poveljnik baterije 95. tankovsko-artilerijskega bataljona (Panzerartillerielehrbataillon 95). Med letoma 1981 in 1983 je bil nato na generalštabnem tečaju na Vodstveni akademiji Bundeswehra (Führungsakademie der Bundeswehr) v Hamburgu. Naslednja tri leta je nato preživel na Generalštabnem oddelku 4 (logistika) (Generalstabsabteilung 4 (Logistik)) 33. tankovske brigade v Cellu. V tem času (1. oktobra 1985) je bil povišan v majorja.
V letih 1986–87 se je izobraževal na indijskem Štabnem kolidžu obrambne službe (Defense Service Staff College), nato pa je bil dodeljen Generalštabnemu oddelku 3 (usposabljanje in operacije) Generalstabsabteilung 3 (Ausbildung und Operationen) 2. tankovske brigade (Panzerbrigade 2). 21. oktobra 1989 je bil povišan v podpolkovnika in postal poveljnik 25. tankovsko-artilerijskega bataljona (Panzerartilleriebataillon 25). Med letoma 1991 in 1994 je bil dodeljen Generalštabnemu oddelku 3 v 6. tankovskogrenadirski diviziji (6. Panzergrenadierdivision) in Obrambnemu področnem poveljstvu I (Wehrbereichskommando I). V tem času (november 1993 - april 1994) je bil kot načelnik štaba nemškega kontingenta OSOM II poslan v Somalijo. Po vrnitvi je bil do leta 1996 nato dodeljen Generalštabnemu oddelku 3 v Vodstvenem poveljstvu Bundeswehra (Heeresführungskommand). 16. januarja 1997 je bil povišan v polkovnika in bil nato do leta 2000 namestnik štabnega častnika (G3) v Allied Command Europe Rapid Reaction Corps; v tej funkciji je bil med februarjem in oktobrom 1999 poslan na Kosovo v okviru KFORa 6.
Leta 2000 je bil dodeljen obrambnemu ministrstvu, kjer je bil do leta 2003 poveljnik referata za načrtovanje v Vodstvenemu štabu oboroženih sil (Führungsstab der Streitkräfte). Med letoma 2003 in 2005 je bil poveljnik 30. tankovsko-grenadirske brigade (Panzergrenadierbrigade 30). 1. maja 2005 je bil povišan v brigadnega generala, nato pa je bil med julijem in decembrom istega leta poslal v Afganistan kot poveljnik 8. nemškega kontingenta pri ISAFu; istočasno je bil namestnik poveljnika Večnacionalne brigade Kabul. Med letoma 2006 in 2007 je bil poveljnik Poveljstva zaledne podpore Commander Rear Support Command Allied Europe Rapid Reaction Corps. V Afganistan je bil ponovno poslan med majem 2006 in februarjem 2007, ko je bil direktor Centra kombiniranih združenih operacij (Director Combined Joint Operation Centre) v glavnemu štabu ISAFa. 29. junija 2007 ga je Rainer Hartbrod imenoval za poveljnika Kommando Spezialkräfte v Calwu. 
Potem ko je bil 30. septembra 2010 zamenjan na položaju, je odšel v pokoj.

## Odlikovanja
- Častni križec Bundeswehra v zlatu (1993),
- Službena medalja Bundeswehra Kosovo Verification Mission v bronu (1999),
- Bundesverdienstkreuz (2002),
- Službena medalja Bundeswehra ISAF v bronu (2005),
- Službena medalja Bundeswehra ISAF v srebru (2007).